# CERH Women’s European League
Die Rink Hockey European Female League (ehemalsCERH Women’s European League) im Rollhockey wurde 2007 zum ersten Mal ausgetragen. Seitdem dominierten die Vereine aus Spanien. Der Club Patí Voltregà gewann bisher sechs Titel, gefolgt von Gijón Hockey Club mit fünf Titeln.

## Siegerliste
- 2006/07: Gijón Hockey Club (Esp)
- 2007/08: Club Patí Voltregà (Esp)
- 2008/09: Gijón Hockey Club (Esp)
- 2009/10: Gijón Hockey Club (Esp)
- 2010/11: Club Patí Voltregà (Esp)
- 2011/12: Gijón Hockey Club (Esp)
- 2012/13: Club Patí Voltregà (Esp)
- 2013/14: Club Patín Alcorcón (Esp)
- 2014/15: Sport Lisboa e Benfica (Por)
- 2016/16: Club Patí Voltregà (Esp)
- 2016/17: Club Patí Voltregà (Esp)
- 2017/18: Gijón Hockey Club (Esp)
- 2018/19: Club Patí Voltregà (Esp)
- 2019/20: Wettkampfabbruch aufgrund der COVID-19-Pandemie
- 2020/21: Hoquei Club Palau de Plegamans (Esp)
- 2021/22: Hoquei Club Palau de Plegamans (Esp)
- 2022/23: Gijón Hockey Club (Esp)
- 2023/24: Club Patí Esneca Fraga (Esp)